# Indigofera phyllanthoides
Indigofera phyllanthoides är en ärtväxtart som beskrevs av John Gilbert Baker. Indigofera phyllanthoides ingår i släktet indigosläktet, och familjen ärtväxter. Inga underarter finns listade i Catalogue of Life.